# Type 28 SNCB
Ne doit pas être confondu avec les locomotives électriques de la Série 28 SNCB (1949) et de la Série 28 SNCB (2007)
Le Type 28 des Chemins de fer de l'État belge puis de la Société nationale des chemins de fer belges est une série de locomotives à vapeur pour trains de marchandises de disposition Mammouth (disposition d'essieux 030) à cylindres intérieurs. Mises en service entre 1865 et 1884 pour assurer le trafic des marchandises, ces locomotives à foyer Belpaire de seconde génération issues des types 30 et 33, donneront naissance aux types 2 et 29 par simple changement du diamètre des essieux. Plusieurs type 28 ont été directement converties.
Reléguées à des tâches secondaires par des locomotives plus puissantes, une partie de la série est adaptée au service des voyageurs. Les dernières type 28 s'éteignent au début des années 1930.

## Histoire

### Genèse
Au milieu des années 1850, les ingénieurs de l’État belge avaient dressé les plans des premières locomotives à trois essieux moteurs destinées à remplacer des machines à marchandises de disposition 120, remontant pour la plus ancienne à 1835 sur le service des marchandises, créant plusieurs dont le type 43. Comme toutes les locomotives alors en service pour l’État belge, leur foyer a été conçu pour brûler du coke complété par des briquettes de charbon.
Le prix fort élevé de ces combustibles et une qualité de fabrication en berne poussent l'ingénieur Alfred Belpaire à mettre au point un nouveau type de foyer plus large à fond plat, capable de brûler du charbon tout-venant de type demi-gras. L'application d'une chaudière à foyer Belpaire de première génération (à ciel rond) à un châssis dérivé du type 43 donnera naissance au type 30 puis au type 33 à foyer plus long, au total 40 exemplaires livrés de 1861 à 1864. Poursuivant ses recherches, il crée le foyer Belpaire de section carrée, plus efficient.

### Mise au point

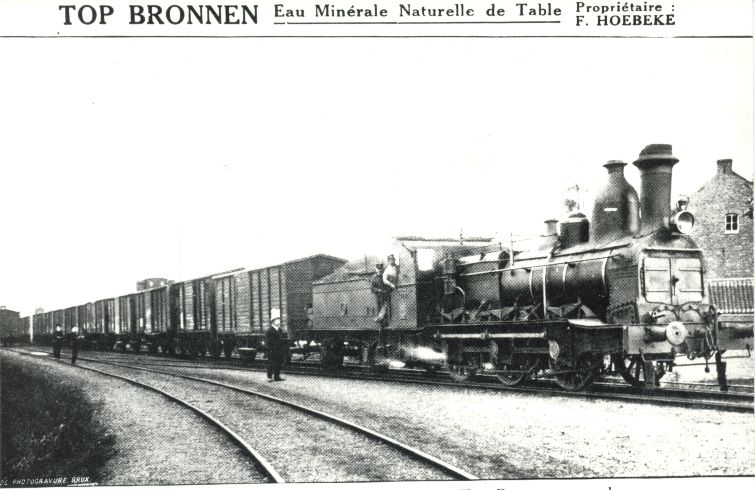
Locomotive type 28 desservant l'usine d'embouteillage des sources de Brakel.

Le type 28 est directement issu du type 33 de 1862, reprenant à l'identique les cylindres, les roues motrices, l'empattement, la plate-forme de conduite, le tender et la chaudière en avant du foyer. Afin d'économiser du poids, le châssis a été simplifié avec des longerons rectilignes supprimant l'arrondi au-dessus de chaque roue motrice ; une légère différence de niveau persiste au niveau de la traverse avant et du soubassement de la cabine de conduite. Les différents schémas techniques donnent une pression maximale de 8 atmosphères (comme sur les types 30/33) ou de 8,5. Les type 28 plus récentes ou dotées de nouvelles chaudières atteignant 9 atm.
Comme les autres locomotives de l’État belge, le poste de conduite des premières type 28 est à l'air libre, avec un parapet métallique à mi-hauteur et une fine plaque de tôle percée de deux hublots à l'avant. Les patrons considèrent alors les abris fermés comme inutiles voire néfastes à la visibilité et à la concentration des conducteurs. Un premier progrès est obtenu vers 1867[réf. nécessaire] sous la forme de deux auvents individuels avec pare-brise rectangulaire et toiture, disposés de part et d'autre d'une zone centrale non-protégée des précipitations. La plupart des type 28 en seront équipées. Les locomotives livrées en 1883 sont directement livrées avec un véritable abri « Webb » avec un toit et une large échancrure sur les côtés. Les autres locomotives sont progressivement transformées avec plusieurs variations d'abris intégrant parfois la structure des anciens auvents (abri « baquet »).
Différentes versions de châssis ont été utilisées sur les locomotives du type 28 : le tablier est relevé de quelques centimètres au-dessus des roues afin de dégager la course de la bielle de liaison et redescend ensuite au niveau de la cabine, mais sur les locomotives les plus anciennes, l'avant du tablier est rectiligne tandis que les locomotives livrées ultérieurement ont un tablier avant recourbé au niveau de la boîte à fumée et une traverse porte-tampons légèrement plus basse. La courbure du châssis semble varier et il apparaît que des locomotives dotées des deux variantes de châssis été construites au cours de la même période[réf. souhaitée].

### Commande et numérotation
À l'époque de leur commande n'y a pas d'ordre précis pour la numérotation des locomotives belges à l'époque. Plusieurs machines de série différentes peuvent être immatriculées à la suite, au fur et à mesure de leur livraison, et d'autres réemploient dans le désordre les matricules d'anciennes locomotives retirées du service au fur et à mesure.
Neuf constructeurs se sont partagés la construction des locomotives type 28 entre 1864 et 1892, :
- La Société Carels Frères livre cinq locomotives en 1881, numérotées 1484-1488 ;
- Cockerill en construit 68 :
  - les 281 à 290 en 1865 ;
  - les numéros 8, 22, 32, 46, 52, 74, 113, 126, 150, 164 et 179 en 1867 ;
  - la 389 en 1868 ;
  - les 97-101 (GCL) en 1870 ;
  - les 582-583 en 1871 ;
  - les 584-586 et 622-626 en 1872 ;
  - les 570-571, 573-574 et 762-767 en 1873 ;
  - les 1476, 1478-1483, 1614-1617 en 1882 et les 1618-1627 en 1883.
- La Compagnie belge (Charles Evrard / La Croyère) en réalise 54 :
  - les 136 et 297-299 en 1865 ;
  - les 365-368 en 1866 et les 369-374 en 1867 ;
  - les 587-591, 596, 602, 617-621 et 631 en 1872 ;
  - les 632-633 en 1873
  - les 29, 34, 53, 87, 131, 149, 181, 184, 430 et 472 en 1874 ;
  - la 836 en 1875 ;
  - les 1472-1475 en 1882.

- La Société Métallurgique de Couillet en construit 45 :
  - les numéros 300, 311-314 et 316-317 en 1865 ;
  - les 9-10, 16, 19, 31, 41, 61, 134, 318-320 et 330 en 1866 ;
  - les 607-611, 634-636, 670 et 675 en 1872 ;
  - les 671-674, 799, 801, 803, 805 et 807 en 1873 ;
  - en 1466-1469 en 1881 et les 1470, 1471 et 1477 en 1882.
- Les Forges Usines et Fonderies Haine-Saint-Pierre livrent les 1628-1634 en 1883 et la 551 en 1884 ;
- Les 111, 115, 120, 151, 170, 199 et 376-378 sont construites en France par Schneider et Cie au Creusot en 1867 ;
- La Maschinenbau-Gesellschaft Karlsruhe (de) livre les 350-359 en 1867 ;
- La Société de Saint-Léonard construit 61 locomotives pour l’État belge et le Liège-Maastricht en commande également une en 1892 qui est la dernière type 28 construite ;
  - Les 2, 62, 99 et 260 en 1865 ;
  - Les 6, 23, 69, 88, 114, 203-204 et 592-593 en 1871 ;
  - Les 594-595, 612-616 et 661-669 en 1872 ;
  - Les 721-730 en 1873 ;
  - Les 475, 539, 545, 554-555, 562-563, 566, 568-569 et 830 en 1874 ;
  - Les 831-835 en 1875 et les 1038-1043 en 1876 ;
  - une locomotive est livrée aux Chemins de fer de la Flandre-Occidentale en 1898[6]
- Les Ateliers métallurgiques de Tubize ont réalisé 27 locomotives pour l’État belge et une pour les Bassins Houillers, qui étaient l'actionnaire principal des ateliers, construisant l'essentiel de leur matériel roulant :
  - la 315 est livrée en 1865, en même temps que la 296 ;
  - les 597-599 en 1871 ;
  - les 600-601, 627-630 et 676-680 en 1872 ;
  - les 798, 800, 802, 804 et 806 en 1873, ainsi que la 122 ;
  - les 1635 à 1641 en 1883.

### Utilisation
Les premières type 28 sont affectées aux trains de marchandises directs dans le nord du pays en remplacement des types 30/33 avant de se répandre sur l'ensemble du réseau de l’État et des compagnies reprises ou remises à bail. Dans les années 1870, elles sont majoritairement présentes dans les deux Flandres ainsi que sur les groupes d'Anvers, Liège et Hasselt.
Entre 1879 et 1881, 25 locomotives des types 30 et 33 sont dotées de nouvelles chaudières à foyer Belpaire carré. Désignées type 28bis, elles seront retirées du service entre 1897 et 1923, soit bien après celles qui conservèrent leur foyer Belpaire rond.
D'autres compagnies privées se sont intéressées au modèle, commandant des locomotives supplémentaires qui finiront toutes par rejoindre l’État belge :
- la Grande Compagnie du Luxembourg commande en 1870 cinq locomotives à Cockerill, qui seront numérotées 97 à 101 ; en grand besoin de locomotives plus puissantes, la GCL préféra commander d'autres modèles par la suite sans rapport avec ceux de l’État belge ; intégrées à l’État belge après 1873, elles prennent les numéros 944 à 948.
- la Compagnie du chemin de fer de Liège à Maastricht, qui ne possédait alors que sept locomotives dérivées des Mammouth des Chemins de fer du Nord, fait construire une type 28 par Saint-Léonard en 1892. Numérotée 8, elle se distingue par son abri, monté plus haut, afin de pouvoir au besoin être couplé à un tender de Mammouth. Le tender de cette locomotive, devenue la 718 de l’État belge est également sur rehausses.
- les Chemins de fer de la Flandre-Occidentale (FO) rachètent cinq vieilles type 28 et 28bis entre 1888 et 1903. Numérotées 125 et 128-131, elles rejoignent les locomotives n°127 (Saint-Léonard) et 122, construite en 1873 par Tubize pour les Bassins Houillers et passée au FO ; cette dernière aura un destin tragique en 1914[7] : immobilisée sur un pont près de Kaaskerke qui se retrouve sur la ligne de front de l'Yser, elle est la cible de plusieurs impacts de munitions de tout calibre avant d'être réduite en miettes par le dynamitage du pont en 1916[réf. souhaitée]. Malgré leur appartenance au types 28 et 28bis, l’État belge ces sept machines seront désignées "Flandre Occidentale marchandises" après le rachat du FO par l’État.
- Le chemin de fer de Gand-Eecloo-Bruges a possédé[Depuis quand ?] une locomotive numérotée 918 qui conserve ce numéro après le rachat de la compagnie en 1904, elle aurait été achetée d'occasion à l’État belge[3] ou construite neuve.
- En 1925, la compagnie du Gand-Terneuzen rachète la locomotive n°621 de l’État belge. Renumérotée 2, elle est radiée en 1931 lorsque le GT est nationalisé[8].

### Remplacement et transformations
Dès 1865, Alfred Belpaire souhaitait mettre en perspective les performances du nouveau type 28 avant d'entreprendre une production à grande échelle. Il commande à Tubize la locomotive n°296 d'aspect fort proche mais dotée de cylindres extérieurs, aux cylindres élargis (650 mm) et aux roues moins grandes (1 400 mm). Les essais comparatifs n'étant pas concluants, elle reste la seule de son espèce et roule jusqu'en 1896,.
Dans les années 1860, le réseau de l’État belge est principalement constitué de lignes à profil facile. Le rachat de nombreuses compagnies privées, à commencer par la Grande compagnie du Luxembourg, ajoute au réseau de nombreuses lignes comptant de fortes rampes où le trafic est en croissance rapide. Le matériel alors en service aux chemins de fer de l’État n'est pas adapté aux fortes rampes : les type 28 au roues de diamètre moyen souffrent d'un manque d'adhérence, limitant le poids et la vitesse des trains et entraînant des risques de patinage par temps humide ; les locomotives pour voyageurs rapides à roues de 2 m sont également inadaptées à la situation.
Pour compléter le matériel moteur le plus récent hérité des anciennes compagnies, l’État choisit une solution plus simple que la création de modèles nouveaux : la base éprouvée du type 28 est utilisée (châssis, chaudière) pour créer deux modèles, différant par le diamètre de roues motrices :
- le type 29, à roues de 1 300 mm, plus adapté aux trains de marchandises lourds grâce au gain d'adhérence que procurent de petites roues, au détriment de la vitesse ;
- le type 2, à roues de 1 700 mm, dotées du frein Westinghouse et d'une suspension revue, qui remorquent des trains de voyageurs sur les fortes rampes.

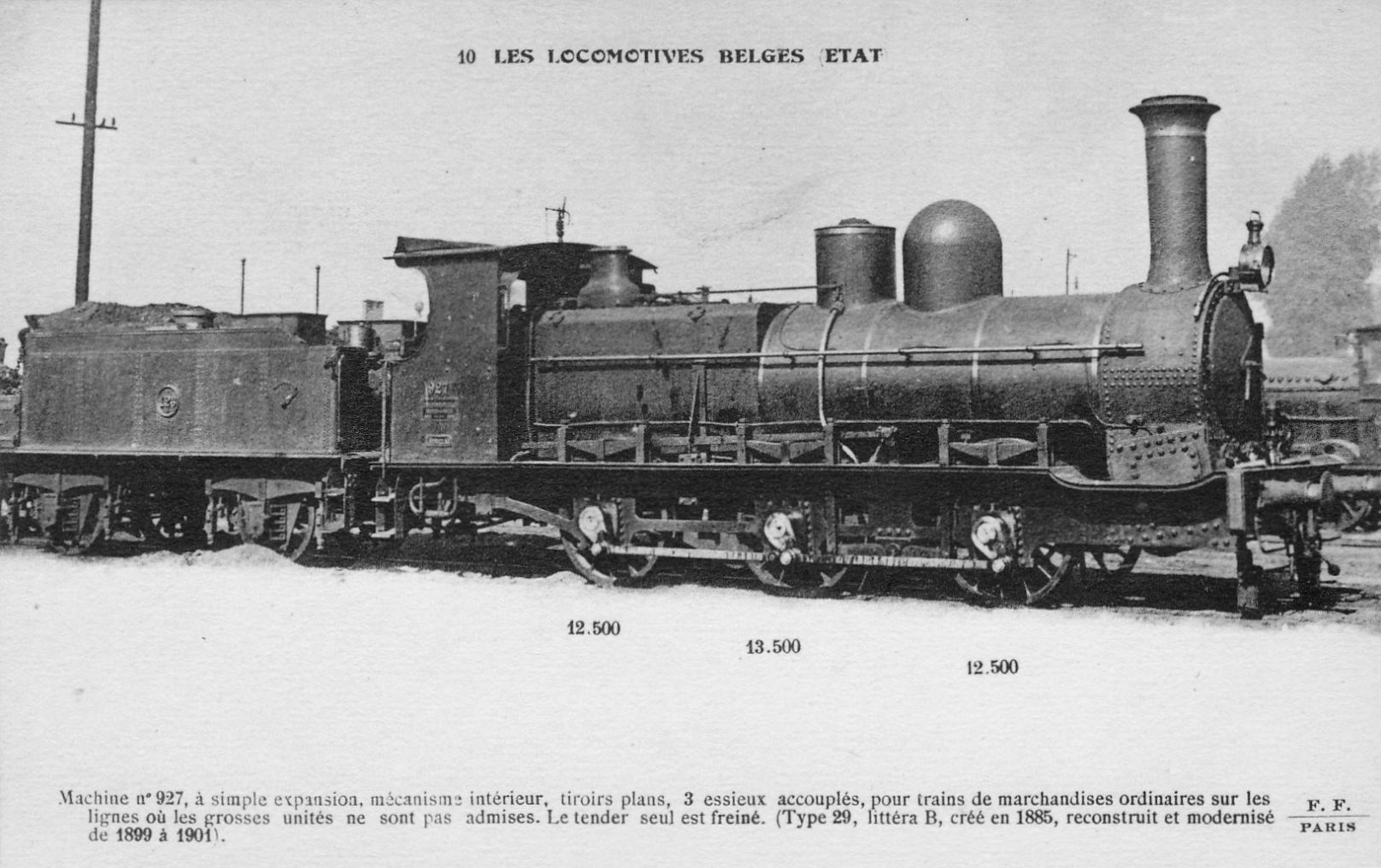
Type 29 de 1899 avec chaudière du dernier modèle.
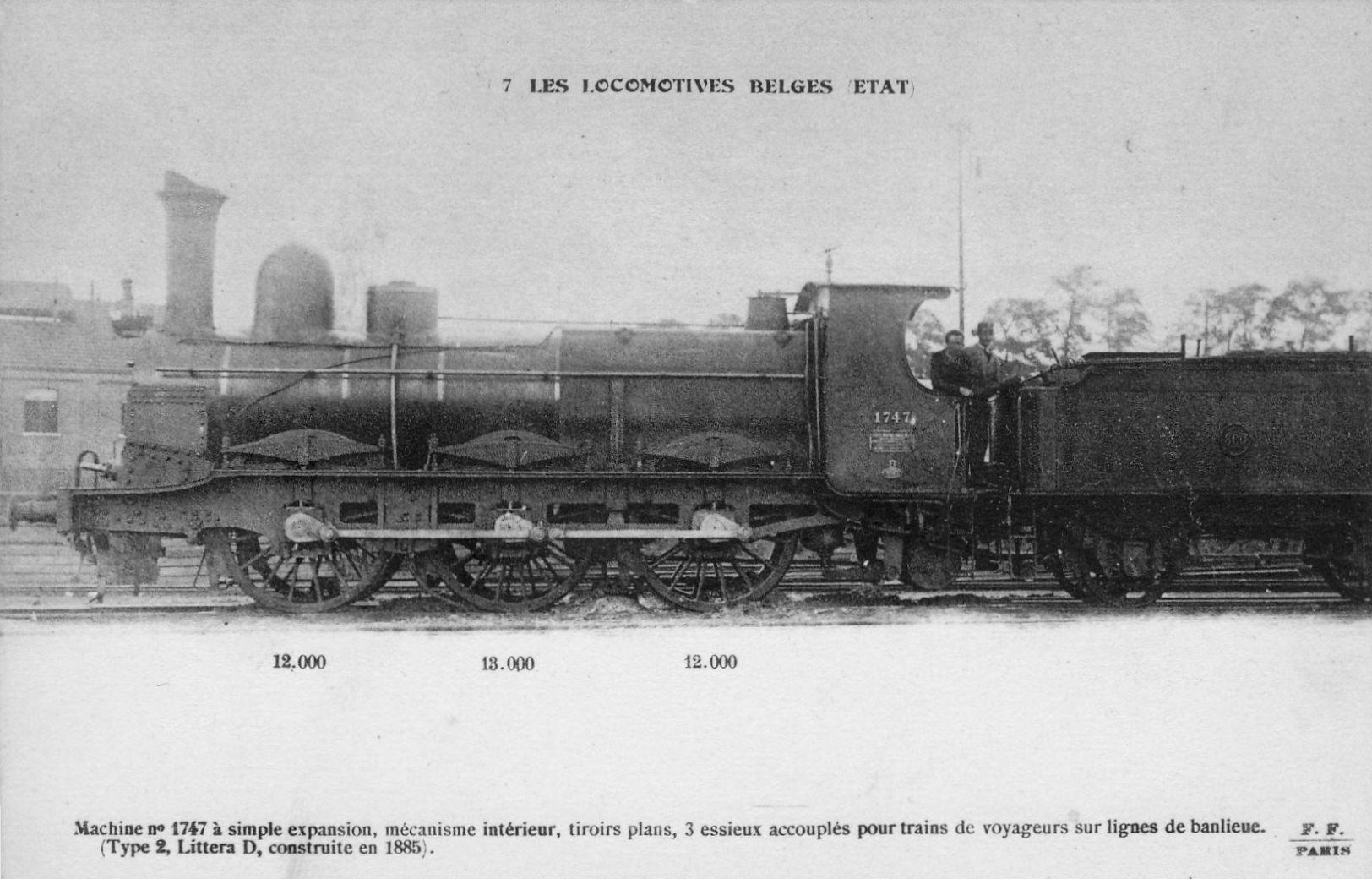
Type 2 de 1884.

Plus de 400 type 29 sont produites à partir de 1875. Dotées de chaudières timbrées à 9 atm voire 9,5, elles évincent les type 28 de leur terrain d'action grâce à leur capacité à remorquer des charges plus lourdes grâce à leur adhérence améliorée ; elles serviront notamment dans le Borinage et autour de Charleroi. Au fil du temps, plusieurs type 28 et type 2 seront converties en type 29.
En 1884, l’État belge opte finalement pour un modèle entièrement neuf de puissance supérieure : le type 25 capable de remorquer une charge de 230 t à 35 km/h sur des rampes de 16 ‰ au lieu de 17 km/h pour une type 29 tractant le même tonnage. Les type 29 vont donc essaimer sur les lignes à profil facile avant d'être concurrencées, sur celles dont l'infrastructure tolère les locomotives lourdes, par ces mêmes type 25 surnommées "charbonnières". Reléguées aux trains de marchandises sur les lignes secondaires, alors en pleine expansion grâce à la construction de nouvelles lignes, les type 28 y subissent à nouveau la concurrence de leurs consœurs à petites roues.
La capacité des type 28 à rouler plus vite grâce à leurs roues de 1 450 mm les rend toutefois intéressantes pour la remorque de trains de voyageurs omnibus, en particulier sur les lignes accidentées où des machines plus petites s'essouflent. Un certain nombre sera équipé du frein Westighouse pour remorquer des voitures de passagers.
Le poids trop élevé des locomotives type 25 leur interdisant nombre de lignes, la direction des Chemins de fer de l’État belge se résout à commander en 1899 une nouvelle tranche de locomotives type 29, bien qu'elles reposent sur une technologie vieille de presque quarante ans. La disparition des ingénieurs Belpaire et Masui a laissé un vide temporaire qui sera suivi par la commande de nouvelles locomotives d'influence anglaise, renonçant au foyer Belpaire à fond plat qui ne parvenait plus à générer suffisamment de puissance.

### Fin de carrière
Neuf locomotives du type 28 en mauvais état sont retirées du service entre 1886 et 1892, sans compter les locomotives transformées en type 2, 2bis et 29. Toutefois, nombre de type 28 sont encore rééquipées avec des chaudières de remplacement, construites avec plusieurs variations entre 1889 et 1898.
Leur retrait s’accélère à partir de 1902, de sorte qu'il ne reste plus que 174 locomotives de la série en 1911, dont 105 équipées du frein Westighouse. Elles sont utilisées en trafic marchandises et voyageurs sur des lignes secondaires,
Durant la Première Guerre mondiale, près de la moitié des locomotives belges est évacuée avec succès en France. Certaines seront parquées, ne roulant plus jamais, d'autres seront utilisées pour soutenir l'effort de guerre de la France et ses alliés anglophones. Les Allemands s'emparent du reste et les utiliseront dans toute l'Europe occupée. De nombreuses locomotives hors d'usage (y compris des séries récentes) sont ferraillées pendant l'occupation.

Au lendemain de la guerre, plusieurs locomotives type 28 en bon état sont conservées à l'inventaire. Il en reste 43 à la création de la SNCB en 1926. Les deux ultimes représentantes de la série reçoivent en 1931 un nouveau numéro SNCB (2800 et 2801) avant d'être rayées des inventaires la même année. Il s'agit les locomotives n°613 (Saint-Léonard 1872) et 948 (Cockerill 1870) ; cette dernière avait été construite pour la Grande Compagnie du Luxembourg.

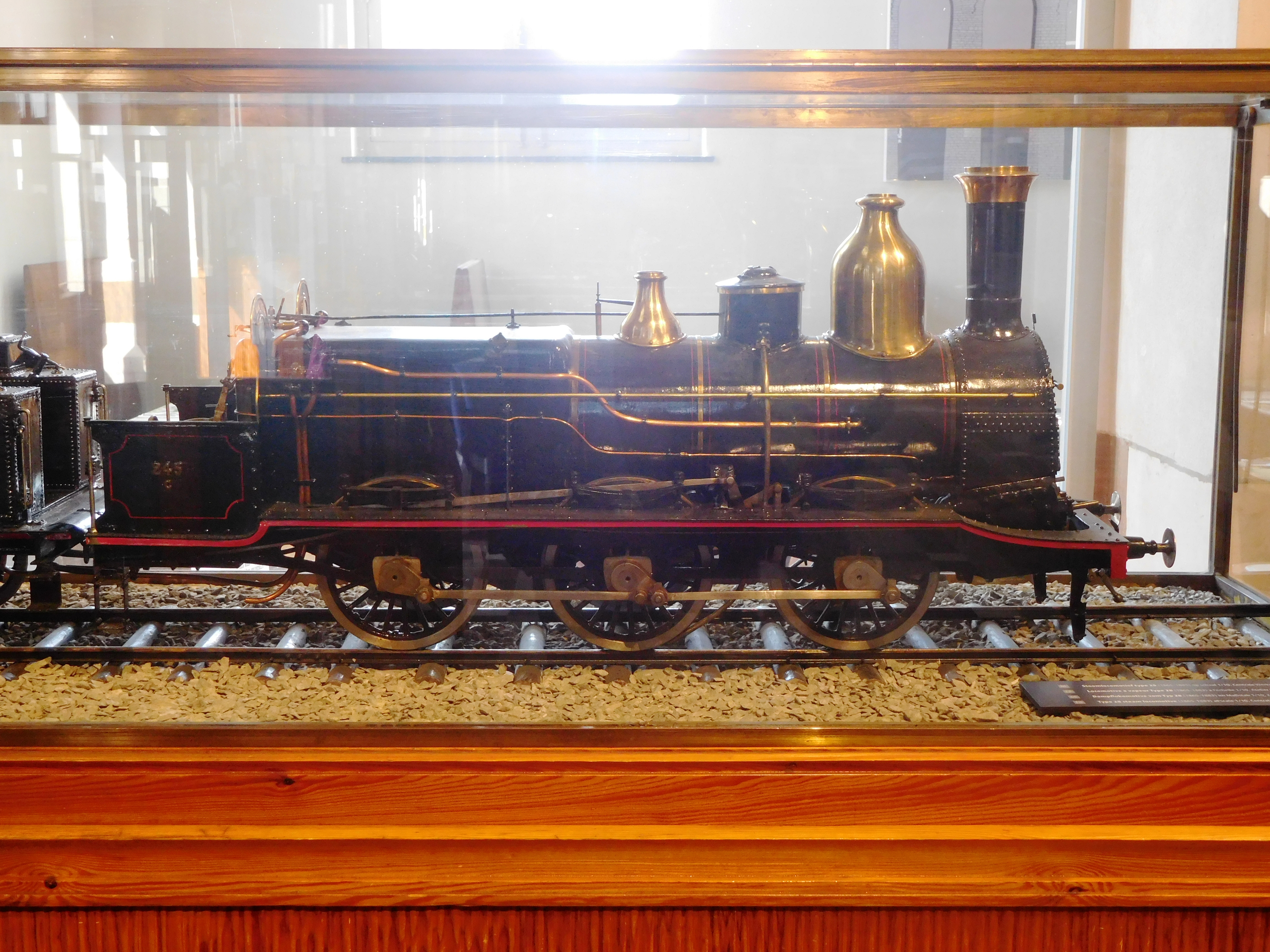
Modèle réduit du musée Train World.

## Préservation
L'ensemble des locomotives de la série ainsi que celles des types 30, 33, 2, 2bis et 29 ont été ferraillées. Le musée Train World expose un modèle réduit ancien représentant la type 28 n°245 (attribuée au constructeur Saint-Léonard) dans son état d'origine, avec cabine ouverte et livrée noire.